# Jonstjärnen, Hälsingland
Jonstjärnen är en sjö i Härjedalens kommun i Hälsingland och ingår i Ljusnans huvudavrinningsområde. Sjön har en area på 0,0767 kvadratkilometer och ligger 277,2 meter över havet.

## Delavrinningsområde
Jonstjärnen ingår i det delavrinningsområde (689149-145304) som SMHI kallar för Inloppet i Sångsjön. Medelhöjden är 311 meter över havet och ytan är 2,39 kvadratkilometer. Det finns inga avrinningsområden uppströms utan avrinningsområdet är högsta punkten. Vattendraget som avvattnar avrinningsområdet har biflödesordning 4, vilket innebär att vattnet flödar genom totalt 4 vattendrag innan det når havet efter 213 kilometer. Avrinningsområdet består mestadels av skog (88 procent). Avrinningsområdet har 0,08 kvadratkilometer vattenytor vilket ger det en sjöprocent på 3,2 procent.